# Триметиламин
Триметилами́н (N,N,N-Триметиламин, диметилметанамин) — органическое соединение, третичный амин с формулой (CH3)3N. Представляет собой бесцветное, гигроскопичное, легковоспламеняющееся органическое вещество, находящееся в газообразном состоянии при комнатной температуре и используемое в виде сжиженного газа или в виде 40%-го раствора в воде.

## Получение
В промышленности триметиламин синтезируют по реакции метанола с аммиаком при 390—430 °C в присутствии катализатора (Al2O3—SiO2). При этом кроме триметиламина получаются два других амина: метиламин и диметиламин. Образующуюся смесь разделяют ректификацией.
{\displaystyle {\mathsf {CH_{3}OH+NH_{3}\rightarrow CH_{3}NH_{2}+H_{2}O}}}
{\displaystyle {\mathsf {CH_{3}NH_{2}+CH_{3}OH\rightarrow (CH_{3})_{2}NH+H_{2}O}}}
{\displaystyle {\mathsf {(CH_{3})_{2}NH+CH_{3}OH\rightarrow (CH_{3})_{3}N+H_{2}O}}}
Другой способ заключается в реакции восстановительного аминирования оксида углерода при 300-430°C, 7-30 MPa
{\displaystyle {\mathsf {CO+H_{2}+NH_{3}{\xrightarrow[{Zn/Al_{2}O_{3};Cu-Zn/Cr_{2}O_{3}}]{-H_{2}O}}CH_{3}NH_{2}+(CH_{3})_{2}NH+(CH_{3})_{3}N}}}
В лаборатории триметиламин можно получить реакцией хлорида аммония с параформом, согласно данной схеме:
{\displaystyle {\mathsf {9(CH_{2}O)_{n}+2nNH_{4}Cl\rightarrow 2n(CH_{3})_{3}N\cdot HCl+3nH_{2}O+3nCO_{2}}}}

## Физические свойства
Бесцветный газ с резким запахом аммиака, в низкой концентрации — с селёдочным запахом. Температура кипения 2,9 °C, температура плавления −117 °C. Растворим в бензоле, этаноле, хлороформе. Коммерчески доступен в виде 40%-го раствора в воде с температурой кипения 30,8 °C, температурой плавления 1,7 °C и плотностью 0,88 г/см³.

## Применение
Триметиламин используется в синтезе холина, гидроксида тетраметиламмония, четвертичных аммониевых солей, ионообменных смол. Также он используется в качестве регулятора роста растений или гербицида.

## Влияние на здоровье
Как и все газообразные амины, триметиламин считается вредным для здоровья. При большой концентрации триметиламин имеет аммиачный запах и обладает удушающим действием. При более низких концентрациях вызывает раздражение слизистых оболочек глаз и верхних дыхательных путей.

## Триметиламинурия
Триметиламинурия является наследственным заболеванием, при котором организм неспособен метаболизировать триметиламин из пищевых источников. При этом от тела больного исходит неприятный запах накапливаемого триметиламина, особенно, после употребления пищи, богатой холином.